# Phyllophaga infidelis
Phyllophaga infidelis är en skalbaggsart som beskrevs av Horn 1887. Phyllophaga infidelis ingår i släktet Phyllophaga och familjen Melolonthidae. Inga underarter finns listade i Catalogue of Life.